# Diskos
La Diskos è una casa discografica serba fondata nel 1962, (fondatore Refik Skudrinja), particolarmente importante ai tempi della Jugoslavia, soprattutto per l'edizione di musica folk: Dragana, Halid Bešlić, Južni Vetar, ecc. Diversi cantanti di successo, incisero con essa i loro primi dischi (Kameleoni, Jasmin Stavros). Pubblicò anche lavori di cantanti di altre repubbliche jugoslave, come gli sloveni Kameleoni e Lado Leskovar. In maniera minore pubblicò anche album su licenza straniera, prevalentemente dell'etichetta CBS.

## Artisti
- Ana Bekuta
- Anelidi
- Anica Zubović
- Azemina Grbić
- Beba Selimović
- Čkalja
- Dragana Mirković
- Dušan Nikolić
- Himzo Polovina
- Ivanka Pavlović
- Jasmin Muharemović
- Jašar Ahmedovski
- Jelena Karleuša
- Južni Vetar
- Kemal Malovčić
- Lepa Lukić
- Lola Novaković
- Ljuba Stepanović
- Maja Marijana
- Mile Kitić
- Mira Škorić
- Mitar Mirić
- Nedeljko Bajić Baja
- Nikola Karović
- Nino Rešić
- Novica Urošević
- Radojka Živković
- Sinan Sakić
- Silvana Armenulić
- Slobodan Đorđević
- Šaban Bajramović
- Šako Polumenta
- Šemsa Suljaković
- Šerif Konjević
- Toma Zdravković
- Trio Paloma
- Vera Matović
- Zekerijah Đezić
- Zorica Brunclik